# تيري فريمان
تيري فريمان (21 أكتوبر 1931 - )  (بالإنجليزية: Terry Freeman)‏ هو لاعب كريكت بريطاني.